# Socialistes démocrates italiens
Les Socialistes démocrates italiens (en italien : Socialisti Democratici Italiani, abrégé en SDI) était un parti politique social-démocrate italien, membre du Parti socialiste européen et de l'Internationale socialiste, qui a conflué en 2008 au sein du Parti socialiste nouvellement fondé.

## Présentation
Il a fait partie de la fédération de L'Olivier et de celle, plus large, de L'Union. Il est le principal héritier de l'ancien Parti social-démocrate italien mais aussi, en grande partie du Parti socialiste italien (dont il a disputé l'héritage du nom avec le Nouveau PSI qui s'est divisé profondément lors de son congrès de 2005 où la majorité voulait s'allier au SDI au sein d'une nouvelle alliance et les anciens dirigeants rester dans la Maison des libertés). À la suite de cette scission, le SDI a décidé de fonder la Rose au poing, une alliance électorale socialiste, laïque, radicale et libérale avec le Parti radical italien en vue des élections de 2006.
Son dirigeant était Enrico Boselli.
Le 14 novembre 1994, le jour qui a suivi la dissolution du PSI lors du XLVIIe congrès qui se tint à l'Auditorium du Palazzo dei Congressi de Rome, naquirent les Socialisti italiani (SI). Leur secrétaire fut dès le début Enrico Boselli et le président Ottaviano Del Turco. Au sein du SI, se regroupèrent la plupart des cadres et des militants de l'ancien PSI sauf ceux qui allaient ensuite former le Nuovo PSI.
En 1996, les SI soutinrent Romano Prodi aux élections, avec le Rinnovamento italiano de Lamberto Dini, dans une coalition de centre-gauche, L'Olivier.
Les SI lancèrent une constituante socialiste en 1997 — pour contraster la création des Démocrates de gauche (DS) de Massimo D'Alema à partir de l'ancien Parti communiste italien. Allié à Ugo Intini et au PSDI de Gianfranco Schietroma et une partie des travaillistes qui n'acceptaient pas de faire partie des DS. Les 7 et 8 février 1998, fut convoquée la Constituante socialiste dont les Assises du congrès (8 au 10 mai 1998) donnèrent naissance aux SDI. 
Lors du IIe congrès, à Gênes en avril 2002, les SDI adhèrent au projet de Romano Prodi, à l'occasion de l'anniversaire de la Déclaration de Ventotene (30 septembre 2001), d'unifier le centre-gauche dans la Maison des Réformistes. Cet objectif est confirmé lors du IIIe congrès à Fiuggi (du 2 au 4 avril 2004) qui a vu naître la liste unique de L'Olivier pour les élections européennes.
En 2006, il disposait de 9 députés (groupe mixte, SDI-Unità socialista) à la Chambre des députés, de six sénateurs au Sénat de la République (dont le président du groupe mixte) et de 2 députés européens, (Ottaviano Del Turco et Pia Locatelli).
En 2008, les SDI fusionnent avec plusieurs petits groupements de la diaspora socialiste pour donner naissance au Parti socialiste (aucun député en 2008, mais quatre députés européens).